# Hot Cross Buns
'Hot Cross Buns', Roud 13029, är en barnvisa på engelska. Tidigaste nedteckningen finns i Christmas Box, publicerad i London 1798. Dock finns tidigare referenser som ett gatuutrop, till exempel i Poor Robin's Almanack från 1733, med noteringen:
Good Friday come this month, the old woman runs

With one or two a penny hot cross buns.

## Text
Den mest vanliga moderna versionen går:
Hot cross buns!

Hot cross buns!

One ha' penny, two ha' penny,

Hot cross buns!

If you have no daughters,

Give them to your sons

One ha' penny,

Two ha' penny,

Hot Cross Buns!

## Melodin
Det finns två olika melodier till sången. Den enklare versionen spelas A,G,F medan originalet använder A, A,D, där andra A är en oktav lägre än den första.